# Albert Peyron (médecin)
Pour les articles homonymes, voir Albert Peyron et Peyron.
Albert Peyron, né le 8 octobre 1884 à La Chapelle-en-Vercors (Drôme) et mort le 9 mars 1947 à Paris (Seine), est un médecin et biologiste français,,,,.

## Biographie
Albert Peyron commence ses études de médecine à Montpellier en 1902.
En 1908, il est interne des hôpitaux à Montpellier et rédige ses premières publications en collaboration avec le professeur Alezais.
En 1913, il entre à la faculté de médecine de Paris comme préparateur aux travaux pratiques d'histologie. Il devient assistant à l'institut Pasteur la même année, et est l'élève et le collaborateur d'Amédée Borrel et de P. Masson. Il est lauréat du prix Monbinne de l'académie de médecine.
Albert Peyron est mobilisé lors de la Première Guerre mondiale comme médecin au 224e régiment d'infanterie d'août 1914 à juin 1917, il finit l'année 1917 en convalescence.
De 1918 à septembre 1919, il est affecté au laboratoire du centre militaire du cancer à l'Hôtel-Dieu de Paris.
En 1918, il est nommé professeur titulaire d'anatomie pathologique et de pathologie expérimentale à l'école de médecine de Marseille.
En 1919, il est nommé directeur des recherches sur le cancer à l'école des hautes études de Paris. Sur les instances d'Émile Roux, il conserve un laboratoire à l'institut Pasteur, où il remplace Amédée Borrel. Il ne sera cependant jamais nommé chef de service.
De 1919 à 1942, Albert Peyron travaille sur l'embryologie, les cancers germinaux et les cancers des animaux. Sa découverte la plus importante est de voir, dans une coupe de tumeur testiculaire humaine, des structures embryoïdes témoignant d'un processus polyembryonnique (tumeur 11.013).
À la suite de la transformation de l'école de médecine de Marseille en faculté de médecine en 1930, il est rétrogradé comme chargé de cours. Malgré le dépôt d'une plainte au Conseil d'État, la situation se prolonge.
Lors de la restructuration de l'institut Pasteur en 1935, le conseil d'administration de l'Institut propose, soit de fermer son laboratoire, soit de le transférer à l'institut du Radium. Des chercheurs de l'institut Pasteur, ainsi que des professeurs de sciences et de médecine, signent une pétition qui permet le maintien du laboratoire.
De 1940 à 1942, un conflit qui l'oppose au ministère de l'Éducation nationale, conduit le gouvernement de Vichy à demander son renvoi de l'institut Pasteur. Il est difficilement réintégré dans l'enseignement supérieur et trouve un laboratoire à l'institut prophylactique de Paris.
Albert Peyron est arrêté et emprisonné en 1945 pour délation. Il est remis en liberté provisoire, à la suite de l'intervention du sous-directeur de l'institut Pasteur, Noël Bernard, qui fait valoir la valeur de ses travaux scientifiques et sa seule collaboration intellectuelle. L'instruction de son procès se clôt avec un non-lieu.
Il meurt le 9 mars 1947 dans son laboratoire de l'institut prophylactique.